# Платье
Пла́тье — любая одежда кроме белья и обуви. Также предмет женского гардероба, обязательно с достаточно длинными полами, укрывающими тело и верхнюю часть ног. Платья — это верхняя одежда, состоящая из лифа и юбки, которая может быть изготовлена из одной или нескольких частей. Платья, как правило, подходят как в качестве повседневной, так и официальной одежды для женщин и девочек. Исторически платья могли также включать в себя другие предметы одежды, такие как корсеты, киртлы, партлеты, нижние юбки, халаты и стомаки.

## История
С древнейших времён человек стремился из чувства стыда и практических соображений прикрыть наготу. Изготовление платья было, преимущественно, прерогативой женщин, которые своим трудом активно участвовали в развитии формы наряда.
Платье развилось из древних плащей и накидок как результат эволюции кроя, усовершенствования материалов и увеличения разнообразия одежды.
Существенное влияние на моду и покрой платьев, как и на их восприятие человеком, на подсознательном уровне оказывает сексуальность. При моделировании костюма учитываются особенности фигуры, прослеживается чередование закрытых и открытых частей тела. В значительной степени особенности культуры и обычаев определяют меру стыда. По преданию, древнеиндийский закон сулил смерть тому, кто осмеливался надеть платье другого пола.
Старейшее из известных сегодня платьев (англ. Tarkhan dress) возрастом 5000 лет найдено в египетском Тархане в 1913 году.

### Древний мир
Для Древнего мира характерны однообразие и постоянство одежды. В египетских памятниках фигура человека геометрически стилизована вместе с одеждой. Женское платье калазирис представляет собой облегающий «футляр», отчего существует предположение, что они были вязанными. Узкая юбка своей длиной доходила до середины икры и не позволяла шагать широко. Две широкие бретельки завязывались на плечах, оставляя грудь обнажённой. Ткани выбирались яркие и рельефные в контраст ровному тону кожи. Излюбленным был белый цвет.
Критское платье представляло собой длинную пёструю юбку с воланами и небольшим фартуком, жилет с открытой грудью.
- Фрагмент саркофага Анкх-Веннефера. Государственный исторический музей Вашингтона
- Фрагмент росписи из гробницы Нахта, ок. 1422-1411 годы до н. э.
- Греческое платье на вазе 400 года до н. э.
- Платья древних римлянок
- Богиня со змеями из минойской культуры. XVII век до н. э.

### Средневековье
В Средние века одежда стоила целое состояние, украшалась драгоценными камнями и передавалась по наследству.
С XIII века в Италии, стоявшей на перекрёстных торговых путях, появляются роскошные шёлковые ткани, в Милане изготавливают бархат.
К середине XV века женское платье обрело предельно высокую линию талии, остроугольный (утончающий фигуру) глубокий вырез, отделанный широким воротником, узкие длинные рукава и асимметрично задрапированную (только с левой стороны) юбку, которая, расширяясь книзу, сзади переходила в длинный шлейф.

### XVI век
В эпоху Возрождения фигура подправлялась корсетом, поднимавшим шнуровкой грудь. В то же время строгая испанская мода запрещала декольте. Превалирующим стал чёрный цвет, появился кринолин. В Англии моду определяла королева Елизавета I. Чёрная вышивка пользовалась большой популярностью в украшении платьев.
Русское женское платье в XVI—XVII веках определяло положение женщины в обществе или семье.
- Сибилла Клевская. Портрет работы Лукаса Кранаха Старшего, 1526 год
- Тициан «Портрет Элеоноры Гонзага», 1538 год
- Тициан «Портрет Изабеллы Португальской», 1548 год
- Антонис Мор «Маргарита, графиня Пармы», 1562 год
- Софонисба Ангвиссола «Инфанта Изабелла Клара Евгения», 1597—1598 гг.

### XVII век
Законодателем моды в этот период была Голландия — центр текстильного производства. В Испании и Португалии носили стомаки, тогда как во Франции и Англии платья более подстраивались под форму тела. Верхняя юбка укорачивалась, чтобы продемонстрировать нижнюю контрастной текстуры; вырез стал глубже. Благодаря кругосветным плаваниям в моду входят изображения на тканях экзотических животных и растений. Популярность получила мантуя. Корсеты укрепили своё значение к 1680-м годам.
- Марина Мнишек на портрете Шимона Богушовича, 1606 год
- Мария Медичи в траурном платье, 1617 год
- Корнелис де Вос - портрет дамы со стомаком, 1621 - 1631 годы
- Антонис Ван Дейк "Генриетта Мария Французская", 1636 - 1638 годы
- Портрет маркизы Анны де Суврэ художника Симона Деку, 1695 год

### XVIII век
В эпоху барокко вновь стали носить широкие вырезы, которые к периоду рококо увеличились ещё больше. Существовали три вида платьев: платье по-французски, платье по-английски и платье по-польски.
- Мария Луиза Савойская в 1708 году
- Платье 1730-1740 годов
- Коронационное платье Елизаветы Петровны, 1742 год
- Портрет маркизы де Помпадур кисти Франсуа Буше, 1759 год
- Платья во французском стиле, 1750–1775 годы
- Пышное платье французской королевы Марии-Антуанетты, 1779 год
- Платье по-польски, 1780–1785 годы
- Антон Графф "Портрет Луизы Августы Датской", 1791 год
- Портрет Екатерины Васильевны Скавронской (1790) кисти Элизабет Виже-Лебрен. Музей Жакмар-Андре

### XIX век
В начале века после Великой французской революции с приходом ампира стали популярными среди модниц прозрачные ткани. По внешнему виду платья напоминали рубашки и имели т. н. ампирный силуэт, созданный с оглядкой на античные пеплосы и хитоны. Их шили с высокой талией, под грудью перехватывали поясом.
С развитием индустриализации одежда была причислена к категории товаров и получила более широкое распространение в связи с удешевлением производства. Французская революция отменила цеховые законы, что послужило к созданию крупного серийного производства.
С 1830-х годов силуэт и пропорции женского платья радикально меняются. Главной линий становится горизонтальная: туго стянутая корсетом талия (рюмочкой) контрастирует с широкими рукавами-жиго и укороченной пышной юбкой. Простолюдинки в той же манере шьют себе платья из более дешёвых тканей, дополненные чепцом, фартуком и косынкой.
В 1850-х годах вновь воцаряется женская каркасная юбка. Кринолин стал символом викторианской эпохи, создавал дистанцию, демонстрировал пуританскую целомудренность, ложную стыдливость. По форме кринолин имел вытянутый сзади скат с отвесным передом. Лиф облегал фигуру, рукава оставались узкими или расширялись книзу (паголь), присутствовало много всевозможных украшений оборками, кружевами, бейками, вышивкой, фактурами. Силуэт представлял собой треугольник с очень широким основанием.
На смену кринолину в 1870—1880-е годы пришёл турнюр, придававший фигуре профильный силуэт. Также эффект турнюра создавался обильной драпировкой юбки, на которую уходила вся масса декоративных элементов платья. Узкий корсет создавал S-образную форму, утрируя женскую фигуру и вызывая массу насмешек и карикатур. Лиф, как правило, закрытый; декольте вечернего платья получает новую форму удлинённого каре, отделанного рюшами.
- Платье 1810 года с завышенной талией
- Платье 1814 года. Метрополитен-музей
- Летнее платье, 1830-е годы
- Шёлковое дневное платье 1845–1850 годов. Метрополитен-музей
- Платье 1855 года
- Шёлковое вечернее платье 1865 года
- Платье с турнюром, 1882 год
- Вечернее платье, 1894–1896 годы

### XX век
В начале века платье делится на юбку и блузку, присоединив мужской пиджак (английский костюм). Средние слои общества сразу восприняли это модное веяние, предпочитая практичность условностям. Одежда модерна струящаяся, S-образная, с высоким закрытым воротом и стоячим воротником, удлиняющим шею. Блузки и платья закрывались спереди наглухо и в начале XX века имели напуск впереди — «голубиную грудку» над узкой талией, скошенной наперёд. Юбка облегала бёдра и расширялась книзу, иногда заканчиваясь шлейфом или треном даже у дневных платьев. Бальные платья традиционно сохраняют открытое декольте, часто на тонких бретельках. Популярны вышивка шёлком, бисером. К концу десятилетия самые модные юбки укоротились до лодыжек. Силуэт в целом стал уже и прямее, начав тенденцию, которая продлилась непосредственно до первой мировой войны.
- Портрет дамы 1904 года кисти Германа Клементца
- Эдуард Файт "Портрет женщины", ок. 1911 года
- Великие княжны Ольга и Татьяна в 1911 году
- Фрэнк Бернард Дикси "Портрет миссис Норманн Холбрук", 1912 год
- Фрэнк Бернард Дикси "Портрет миссис Эрнест Гиннесс", 1912 год
- Франц фон Штук "Портрет Марианны Мехлер" 1924 года

Массовая занятость женщин и эмансипация XX века повлияли на женское платье. Женщины отбросили романтические, но неудобные в повседневности атрибуты (в частности корсет) и переняли детали мужской одежды. Обнажение ног в начале XX века стало кардинальным изменением, приведшим со временем к возрастающей обнажённости.
- Платье для танцев в 1926 году. Метрополитен-музей
- Шёлковые вечерние платья 1933 года
- Платье 1941 года
- Платье New Look 1947 года
- Мэрилин Монро на съёмках триллера "Ниагара" в 1953 году
- Платье 1960-х годов
- Платье-мини в 1967 году
- Платье 1973 года от Paco Rabanne
- Платье-рубашка, 1990-е годы
- Кристи Бринкли в 2005 году

### XXI век
Созданная массовым производством одежда доступна всем. Индивидуальность проявляется в выборе комбинаций компонентов одежды. Подчёркнутая индивидуальность проявляется в предметах ручной работы и особых материалах.

## Разновидности
Существует огромное разнообразие платьев: сшитых или связанных вручную, выпущенных на фабричном производстве.
Различаются:
| Фото | Название                | Описание                                                                                |
| ---- | ----------------------- | --------------------------------------------------------------------------------------- |
|      | Коктейльное платье      | Укороченное женское платье для торжественных случаев без воротника и рукавов.           |
|      | Маленькое чёрное платье | Разновидность коктейльного или вечернего платья чёрного цвета длиной до колен или выше. |
|      | Вечернее платье         | Платье для торжественных случаев.                                                       |
|      | Свадебное платье        | Платье для свадьбы и венчания.                                                          |
|      | Мини-платье             | Платье длиной выше колен.                                                               |
|      | Дневное платье          | Платье в стиле casual.                                                                  |
|      | Платье-футляр           | Узкое, подчёркивающее фигуру женское платье.                                            |
|      | Этническое платье       | Платье в этническом стиле или часть национального костюма.                              |
|      | Платье-рубашка          | Платье рубашечного покроя.                                                              |
|      | Карнавальное платье     | Платье для карнавала.                                                                   |
|      | Детское платье          | Платье для девочек.                                                                     |
|      | Сарафан                 | Разновидность платья без рукавов, иногда надевается поверх блузы или футболки.          |
|      | Миди-платье             | Платье по колено или ниже колена, средней длины — миди.                                 |